# Daniel Peñailillo
Daniel Osvaldo Peñailillo Arévalo (Chanco, 2 de octubre de 1942) es un abogado, profesor universitario y jurista chileno. En 2015 fue designado abogado integrante de la Corte Suprema de Justicia para el período 2015 a 2018, y reelegido para el periodo 2018 a 2021.

## Biografía
Nació en la localidad de Chanco, en la Región del Maule, el 2 de octubre de 1942. En 1987 contrajo nupcias con la médica geriatra Heidi Waggemann, pero en 1994 se declaró la nulidad de su matrimonio.
Estudió licenciatura en Derecho en la Universidad de Concepción, de donde egresó en 1964, titulándose de abogado en 1967. En 1971 obtuvo el grado de Doctor en Derecho por la Universidad Complutense de Madrid, con la tesis titulada «La unidad agrícola familiar». Especializado en Derecho civil, posee estudios libres de Derecho Privado y Métodos de Enseñanza Jurídica por la Northwestern University, School of Law, Chicago, Illinois, Estados Unidos. 
Ha sido profesor de Derecho Comparado en la Facultad Internacional para la Enseñanza del Derecho Comparado de Estrasburgo, Francia, profesor de Derecho Civil de la Universidad de Concepción y la Universidad Católica de la Santísima Concepción. Ha sido Jefe del Departamento de Derecho Privado de esta última y Director y profesor del Programa de Magíster en Derecho de la Universidad de Concepción y profesor del Doctorado en Derecho de la Pontificia Universidad Católica de Chile y de la Universidad de Chile. Posee además una vasta trayectoria como ponente en charlas y conferencias.
En el ámbito laboral, además de ejercer la docencia, Peñailillo se ha desempeñado en varias oportunidades como abogado integrante de la Corte de Apelaciones de Concepción y en marzo de 2015 fue designado abogado integrante de la Corte Suprema de Justicia.

## Publicaciones
- La prueba en materia substantiva Civil (1989). Concepción: Editorial Jurídica de Chile.[10]
- La expropiación ante el Derecho Civil (1995). Concepción: Editorial Jurídica de Chile, ISBN 978-956-10-1118-2.[10]
- Los bienes, la propiedad y otros derechos reales (1997). Concepción: Editorial Jurídica de Chile, ISBN 978-956-10-1151-9.[10]
- La protección a la apariencia en el Derecho Civil (1999). Santiago: Editorial Jurídica de Chile.[10]
- Obligaciones. Teoría general y clasificaciones. La resolución por incumplimiento (2003). Concepción: Editorial Jurídica de Chile, ISBN 978-956-10-1511-1.[10]

## Honores y distinciones
- Integrante del Primer Grupo de Docentes de Mérito Académico, establecido en la Universidad de Concepción el año 1980.[6]
- Becario de la Fundación Fulbright (de Estados Unidos), en la New York University, School of Law, dentro del Convenio de Intercambio Educacional entre la Universidad de Concepción y la Universidad de Nueva York.[6]
- Invitado a dictar una conferencia sobre «Legal Education in a World Perspective» en el Congreso del Common Core, de profesores de Derecho Civil de la Unión Europea, en 2007, en la ciudad de Torino (Italia), como único invitado fuera de la Unión Europea.[6]
- Designado el mejor profesor, por los estudiantes de la Facultad de Ciencias Jurídicas de la Universidad de Concepción, pertenecientes a la promoción 1989.[6]
- Designado el mejor profesor, por los estudiantes de posgrado, en el Magíster en Derecho en la Facultad de Derecho de la Universidad de Valparaíso (septiembre de 2008).[6]
- Invitado como Profesor a impartir clases en un Programa de Posgrado sobre Derecho y Economía, de IUC Torino, en Turín (Italia), para alumnos graduados de diversas universidades del mundo. Se impartió la asignatura de «Instituciones de Derecho Privado en el capitalismo moderno» (Propiedad y Contratos en el Derecho Comparado; en inglés), 2008.[6]
- Invitado como profesor visitante de la Universidad de Oxford, en disciplinas tales como el Derecho de las obligaciones, la responsabilidad civil contractual y los derechos reales.[11]
- Miembro del Comité Editorial de la Revista Chilena de Derecho.[6]